# Geheime Feldpolizei (Erster Weltkrieg)
Die Geheime Feldpolizei im Ersten Weltkrieg wurde mindestens bei den Armeen Preußens, Bayerns und Sachsens bei Kriegsausbruch 1914 eingerichtet. Die Geheime Feldpolizei war nach Kriegsausbruch den Armeeoberkommandos unterstellt, später kamen Einheiten bei den Heeresgruppenkommandos hinzu. Im Großen Hauptquartier gab es ebenfalls eine Einheit. An der Ostfront und in Belgien waren anstelle der Geheimen Feldpolizei Zentralpolizeistellen eingerichtet.

## Aufgaben
Die Angehörigen der Dienststellen waren für die Bekämpfung von Sabotage und Spionage und für die Überwachung der Bevölkerung im Kriegsgebiet zuständig. Außerdem sollte sie die Kriminalität unter den eigenen Soldaten bekämpfen. 

## Personal
Bei den Armeeoberkommandos und Heeresgruppenkommandos bestand die Geheime Feldpolizei aus einem Feldpolizeikommissar und sechs Schutzleuten sowie zwei Trainsoldaten, beim Großen Hauptquartier aus dem Chef der GFP, Feldpolizeidirektor Bauer, sieben Feldpolizeikommissaren und 30 Schutzleuten sowie sechs Trainsoldaten und zwölf Kraftwagenführern. Das Personal bestand aus Polizisten und Juristen, letztere vor allem vom Reichsgericht. Die Schutzleute, Trainsoldaten und Kraftwagenführer standen im Unteroffiziersrang, die Feldpolizeikommissare und der Feldpolizeidirektor im Offiziersrang.

## Uniform
Der Dienst wurde zunächst in zivil verrichtet. Ab April 1918 (Preußen) beziehungsweise Juli 1918 (Sachsen) wurden Uniformen eingeführt, vor allem für repräsentative Zwecke. In Bayern waren Uniformen lediglich geplant: Im Oktober 1918 wurden zwar erste Entwürfe zu Abzeichen gemacht, das Projekt kam jedoch aufgrund des Kriegsendes nicht mehr zur Ausführung. In Preußen war es ab Oktober 1918 gestattet, Uniformen von Mannschaftsdienstgraden zur verdeckten Dienstausübung zu tragen. Es wurde die Uniform M1915 eingeführt, wie sie bei der Militärverwaltung getragen wurde. Allerdings wurden anstelle der militärischen Abzeichen solche der Polizei (Preußen: wie Berliner Polizei, Sachsen: wie Dresdner Polizei) und goldenes oder silbernes (ehemalige Offiziere und  Offiziere des Beurlaubtenstandes) Portepee, kein Helm und eine besondere Mütze mit blauen Besatzstreifen getragen.

## Verweise
- Internetseite mit Abbildungen von Soldaten, Fahrzeugen, Stempeln und weiteren Dokumenten